# Історія догматів
«Історія догматів» (нім. «Der Dogmengeschichte») — теологічний трактат німецького ліберального лютеранського теолога Адольфа фон Гарнака, опублікований ним у 1889 році. Праця розкриває критичний аналіз християнської історичної догматики. Метою було обґрунтувати християнство в рамках модерного часу, зробити його зрозумілим з точки зору раціоналізму та захистити від критики позитивізму. 

## Зміст
Християнство Гарнак визначає як віру в Бога як Отця Ісуса Христа. Догмати він трактує як положення віри, сформульовані та прийняті Церквою. Історія догматів не тотожна історії християнства і починається в III столітті, коли Христос був сприйнятий як Логос. Кінець історії догматів Гарнак пов'язує з Реформацією, оскільки тоді інститут Церкви від імені якої могли б формуватися нові догмати було піддано критиці. Гарнак критикує уявлення про догмат як «чистий виклад Євангелія».«Звільнення церкви від догматичного християнства» він називав благом та емансипацією. Разом з тим, догмати ніколи не приховували «основних думок євангелії», яка полягає в пізнанні Бога через молитву і діл. Гарнак ставить питання про розрізнення в християнстві свого і запозиченого (забобонів). Він звертає увагу, що християнство стало всесвітньою релігією «на греко-римському грунті», хоча спочатку Євангеліє було сповіщено лише юдеям. Сутність євангелії Гарнак зводив до трьох аспектів: панування Бога (монотеїзм), заповідь любові та прощення гріхів. Першим богословом християнської громади він називає Павла, який виділив християнство з юдаїзму (остаточне розмежування відбулося після падіння Єрусалиму). Саме Павло акцентував увагу на спокутній місії (смерті та воскресінні) Ісуса Христа. Четверте (несиноптичне) Євангеліє пізніше надіслав Павла і адаптує елліністичну ідею Логоса (передвічність і богорівність буття Ісуса Христа), хоча в синоптичних євангеліях знаходиться безліч місць, де Христос описаний як людина. При цьому Гарнак зазначає, що сучасний апостолам юдаїзм був уже неоднорідний (як аргумент згаданий Філон Александрійський). 
Творцями перших догматів були гностики (Василід і Валентин), які відкидали світ і Старий Заповіт. Гарнак навіть стверджує, що «гностицизм передбачив католицизм» (ідея «єдиносущності», культова магія, множення обрядів). Маркіон (який випробував влянення сирійського гностицизму) вже створив перший канон Нового Завіту. Лише у ІІІ столітті з розрізнених християнських громад почала гуртуватися єдина «католицька» церква, об'єднана культовою практикою (що було нерозривно пов'язане зі станом священиків), сповіданням та спільним Новим Завітом. Першими християнськими розкольниками стали монтаністи (найвідомішим представником яких був Тертуліан). Власне поняття догмату в християнство вводять апологети (Юстин Філософ), які також закріплюють уявлення про Христа як Логоса (Климент Александрійський) та про троїчність Бога (Теофіл Антіохійський). На відміну від радикальних елітаристських гностиків, апологети були демократичними консерваторами. Рису під гностичною модою у християнстві підбив Іриней Ліонський. Саме він уперше формулює ідею боголюдства, хоча поняття Трійці у його творах не фігурувало. «Творцем церковної догматики» Гарнак називає Орігена. З відкидання Христа як Логоса народжується єресь адопціанства, представником якої був Павло Самосатський (його вчення пізніше відродилося в несторіанстві). Афанасій Великий ввів у християнство вчення про «єдиносущність» і тим самим обґрунтував чернечу практику. Зовнішню єдність церкви забезпечив імператор Костянтин Великий, який скликав Нікейський собор. Роль вселенських соборів Гарнак оцінює критично, відзначаючи хиткість межі між вселенським і помісним собором, і навіть критикуючи роль візантійської держави у організації цих соборів. Юстиніан затвердив авторитет перших 4-х соборів, а для греків виразом істини є ухвали 7-ми соборів. Причому торжество іконопочитання Гарнак розглядає як перемогу погано «прихованого політеїзму», «забобони» та «нижчої релігії» над «духовною релігією».
Високо оцінюється роль Августина, який найповніше розкрив поняття особистого гріха перед Богом, благодаті та підняв авторитет церкви. Гарнак називає його «батьком римської церкви та реформації, бібліістів та містиків».Григорій Великий вводить у католицизм вчення про чистилище. Уявлення про католицьку церкву як ієрархічну сакрально-юридичну корпорацію оформилося до XIII ст. З провісників Реформації Гарнак виділяє Вікліфа та Гуса. Сама Реформація як розколола католицизм, а й призвела до його зміцненню через Тридентський собор. Реформацію Гарнак називає «закінченням історії догми». Однак у теології Лютера він знаходить пережитки католицизму: «змішення Святого Письма зі Словом Божим», «змішування євангельської віри з давніми догмами», поділ виправдання та відродження (при інтерпретації хрещення немовлят). 